# 이민진 (뮤지컬 배우)
이민진(1997년 6월 25일 ~ )은 대한민국의 뮤지컬 배우다. 2021년 연극 ‘걸리버 여행기’로 데뷔했다.

## 방송
- 2020 DIMF 뮤지컬 스타 (2020) - Top33

## 공연
- 걸리버 여행기 (2021) - 소인국 역
- 긴 밤이 지나고 나면 (2022) - 서희 역
- RABBIT (2022)(2023) - 순임 역
- 플라스틱 꽃 (2023) - 알렉스 역
- 나도 해피엔딩을 쓰고 싶어 (2023) - 순영/순양 역
- 김종욱 찾기 (2024) - 그 여자 역